# Sigaarstelsel
M82 (Messier 82, NGC 3034) is een onregelmatig sterrenstelsel in het sterrenbeeld Grote Beer in de M81-groep. Het is een zogenaamd Starburststelsel, een sterrenstelsel waar de mate van sterformatie een tienvoudige is van dat in een "normaal" sterrenstelsel. De oorzaak hiervan is een dichte nadering van M82 tot het naburige stelsel M81, zo'n 100 miljoen jaar geleden (De kernen van de twee liggen 150 000 lichtjaar van elkaar af). M82 werd in 1774 door Johann Elert Bode ontdekt op dezelfde dag dat hij M81 ontdekte.
Op 21 januari 2014 werd in M82 een supernova (SN 2014J) ontdekt door een docent en vier studenten in de sterrenwacht van de University of London.